# General Urquiza
General Urquiza é um município argentino da província de Misiones, situado dentro do departamento San Ignacio.
O município conta com uma população de 1.335 habitantes, segundo o censo do ano 2001 (INDEC).